# Angelphytum oppositifolium
Angelphytum oppositifolium là một loài thực vật có hoa trong họ Cúc. Loài này được (A.A.Sáenz) H.Rob. mô tả khoa học đầu tiên năm 1984.